# Wise Girl
Wise Girl è il quarto album in studio della cantante belga Natalia, pubblicato il 24 aprile 2009.

## Descrizione
Il disco è stato prodotto da Greg Fitzgerald e Tony Cornelissen, tranne per i brani Heartbreaker e Wise Girl, prodotti invece da Harry Hess. La stessa Natalia ha partecipato alla scrittura di alcuni brani. Tra gli altri autori dei brani appare anche Pixie Lott.
Il disco è stato dato alle stampe dall'etichetta discografica Sony Music/Ariola nel 2009, in più edizioni successive, che differiscono anche per il numero di tracce. La prima edizione, pubblicata il 24 aprile 2009 in tiratura limitata, contiene una tredicesima traccia bonus Feeling. Una seconda edizione, "standard", uscita il 27 dello stesso mese, contiene le canoniche dodici tracce. Una terza edizione con copertina differente, uscita il 28 settembre dello stesso anno, oltre alle canoniche dodici tracce, contiene anche tre tracce extra: Feeling, già presente nell'edizione limitata, Soul Divided e Mind, Body & Soul.
L'album ha riscosso un grande successo commerciale raggiungendo, come i due precedenti, la vetta della classifica belga.

## Tracce
CD, Sony Music/Ariola, Belgio 24/04/2009, Limited Edition, Super Jewel Box
1. All or Nothing – 4:11 (Greg Fitzgerald, Tony Cornelissen, Bart Voncken)
2. Heartbreaker – 3:26 (Kit Hain, Stefaan Fernande, Jan van Duikeren)
3. Cat That Got the Cream – 3:18 (Adrian Zag, Natalia Druyts, Tommy Berre)
4. Wise Girl – 4:21 (Steve Mac, Alistair Tennant, Carmen Reece)
5. Lonely – 3:16 (Phill Thornalley, Mads Hauge, Pixie Lott)
6. 17 Days – 2:50 (Ben Kohn, Tom Barnes, Gavin Jones, Peter Kalleher, T. Jay)
7. Put That Record On – 2:48 (Steve Mac, Adrian Zag, Tommy Berre, E.L. Isselt)
8. Suspicion – 3:35 (Hannah Robinson, Liam Howe, Alexandra R. Cartañá-Marks)
9. Match Made In Heaven – 4:11 (Hans Francken, Ingrid Mank)
10. On the Radio – 3:48 (Tim McEwan, Lars Halvor Jensen)
11. Treat Me Like a Woman Today – 3:17 (Greg Wells, Kara DioGuardi)
12. Still with Me – 4:29 (Greg Fitzgerald, Natalia Druyts)
13. Feeling – 3:08 (Roland Spremberg, Rike Boomgaarden, Jan van Duikeren) – (Bonus track)

Durata totale: 46:38
CD, Sony Music/Ariola, Belgio 27/04/2009
1. All or Nothing – 4:11 (Greg Fitzgerald, Tony Cornelissen, Bart Voncken)
2. Heartbreaker – 3:26 (Kit Hain, Stefaan Fernande, Jan van Duikeren)
3. Cat That Got the Cream – 3:18 (Adrian Zag, Natalia Druyts, Tommy Berre)
4. Wise Girl – 4:21 (Steve Mac, Alistair Tennant, Carmen Reece)
5. Lonely – 3:16 (Phill Thornalley, Mads Hauge, Pixie Lott)
6. 17 Days – 2:50 (Ben Kohn, Tom Barnes, Gavin Jones, Peter Kalleher, T. Jay)
7. Put That Record On – 2:48 (Steve Mac, Adrian Zag, Tommy Berre, E.L. Isselt)
8. Suspicion – 3:35 (Hannah Robinson, Liam Howe, Alexandra R. Cartañá-Marks)
9. Match Made In Heaven – 4:11 (Hans Francken, Ingrid Mank)
10. On the Radio – 3:48 (Tim McEwan, Lars Halvor Jensen)
11. Treat Me Like a Woman Today – 3:17 (Greg Wells, Kara DioGuardi)
12. Still with Me – 4:29 (Greg Fitzgerald, Natalia Druyts)

Durata totale: 43:30
CD, Sony Music, Belgio 28/9/2009, riedizione
1. All or Nothing – 4:11 (Greg Fitzgerald, Tony Cornelissen, Bart Voncken)
2. Heartbreaker – 3:26 (Kit Hain, Stefaan Fernande, Jan van Duikeren)
3. Cat That Got the Cream – 3:18 (Adrian Zag, Natalia Druyts, Tommy Berre)
4. Wise Girl – 4:21 (Steve Mac, Alistair Tennant, Carmen Reece)
5. Lonely – 3:16 (Phill Thornalley, Mads Hauge, Pixie Lott)
6. 17 Days – 2:50 (Ben Kohn, Tom Barnes, Gavin Jones, Peter Kalleher, T. Jay)
7. Put That Record On – 2:48 (Steve Mac, Adrian Zag, Tommy Berre, E.L. Isselt)
8. Suspicion – 3:35 (Hannah Robinson, Liam Howe, Alexandra R. Cartañá-Marks)
9. Match Made In Heaven – 4:11 (Hans Francken, Ingrid Mank)
10. On the Radio – 3:48 (Tim McEwan, Lars Halvor Jensen)
11. Treat Me Like a Woman Today – 3:17 (Greg Wells, Kara DioGuardi)
12. Still with Me – 4:29 (Greg Fitzgerald, Natalia Druyts)
13. Feeling – 3:08 (Roland Spremberg, Rike Boomgaarden, Jan van Duikeren) – (Bonus track)
14. Soul Divided – 3:25 (Greg Fitzgerald, Adrian Zag, Natalia Druyts)
15. Mind, Body & Soul – 3:28 (Pixie Lott, Simon Ingerfield, Richard Robson)

Durata totale: 53:31

## Classifiche
| Paese            | Posizione raggiunta |
| ---------------- | ------------------- |
| Belgio (Fiandre) | 1                   |

## Crediti
- Natalia - voce
- Greg Fitzgerald - produzione discografica
- Tony Cornelissen - produzione discografica
- Harry Hess - produzione discografica dei brani Heartbreaker e Wise Girl